# 1736 год в науке
- | 1736 год в науке                               |
| ---------------------------------------------- |
| 1726 • 1727 • 1728 • 1729 • 1730 • 1731 • 1732 |
| 1733 • 1734 • 1735 • 1736 • 1737 • 1738 • 1739 |
| 1740 • 1741 • 1742 • 1743 • 1744 • 1745 • 1746 |
| Другие события в 1736 году                     |

В 1736 году произошли различные научные и технологические события, некоторые из которых представлены ниже.

## События
- Шарль Мари де ла Кондамин совместно с Буге (Pierre Bouguer) и Годеном (Louis Godin), организовал научную экспедицию в Южную Америку для измерения дуги меридиана под экватором, с целью доказать что Земля не идеальный сферический шар, как было принято считать в то время.

## Публикации
- Статья Леонарда Эйлера «Решение вопроса, связанного с геометрией положения» положила начала теории графов, ставшей в наши дни одним из важнейших разделов прикладной математики[1][2].
- Вышел в свет двухтомный трактат Эйлера «Механика, или наука о движении, в аналитическом изложении»[3], ознаменовавший новый этап в развитии этой древней науки и посвящённый динамике материальной точки. В отличие от основоположников данного раздела динамики — Галилея и Ньютона, пользовавшихся геометрическими методами, Эйлер предложил самый общий и единообразный аналитический метод решения задач динамики: составление дифференциальных уравнений движения материального объекта и их последующее интегрирование при заданных начальных условиях[4].

## Награды
Медаль Копли: Джон Теофил Дезагюлье, английский учёный, являвшийся активным сторонником и пропагандистом научных, философских и политических идей Исаака Ньютона.

## Родились
- 19 января — Джеймс Уатт, изобретатель паровой машины.
- 25 января — Жозеф Луи Лагранж, французский математик, астроном.
- 21 марта — Клод-Никола Леду, французский архитектор, мастер архитектуры французского классицизма, предвосхитивший многие принципы модернизма (ум.1806).
- 14 июня — Шарль Кулон, учёный-физик, исследователь электромагнитных и механических явлений.

## Скончались
- 7 февраля — Стивен Грей, английский учёный, наиболее известный опытами, приведшими к открытию передачи электричества на расстояние. Дважды лауреат премии Копли.
- 2 мая — Альберт Себа, нидерландский аптекарь и собиратель коллекций развивавший зоологическую систематику.
- 16 сентября — Габриель Фаренгейт, немецкий физик.